# 신연호
신연호(申連浩, 1964년 5월 8일 ~ )는 대한민국의 전 축구 선수 및 지도자 겸 해설가로 현재 고려대학교 축구부의 감독 겸 스카이 스포츠 해설위원을 맡고 있다.

## 클럽 경력
1987년 울산 현대(당시 현대 호랑이) 입단 후 1994년 은퇴할 때까지 155경기 11골을 기록하며 K리그1 2번의 준우승(1988, 1991) 및 2번의 리그 3위 입상(1992, 1993) 등에 공헌했다.

## 국가대표팀 경력
대한민국 U-20 대표팀 소속으로 멕시코에서 열린 1983년 FIFA 세계 청소년 축구 선수권 대회에서 6경기 3골을 터뜨리는 맹활약을 펼치면서 대한민국 축구 역사상 첫 FIFA 주관 대회 4강 신화의 주역이 되었다.

## 지도자 경력
1995년 전북 현대 모터스의 코치로 본격적인 지도자 커리어를 시작한 뒤 2001년까지 7시즌동안 몸 담으며 1999년 FA컵 준우승, 2000년 FA컵 우승, 2000년 K리그 4위, 2001년 FA컵 4강 진출 등을 이끌었다.
그 후 2002년 호남대학교 축구부의 감독을 맡아 2006년까지 4년간 지휘하면서 황지수, 염기훈, 김동찬, 문민귀 등을 발굴하면서 지도력을 인정받았고 호남대 감독 재임 중 튀르키예 이즈미르에서 열린 2005년 하계 유니버시아드 대표팀 감독을 역임하기도 했으며 이듬해에 열린 2006년 FA컵에서는 32강에서 K리그1의 제주 유나이티드, 16강에서 내셔널리그의 울산 현대미포조선 돌고래 등 내로라하는 프로팀들을 차례대로 꺾으며 호남대의 8강 돌풍을 이끌어냈다.
그리고 2007년 대구 FC의 코치로 부임하여 1시즌동안 팀을 맡은 뒤 SBS 스포츠 축구 해설위원으로도 활동하다가 이후 2008년 고향인 여수로 내려가 신연호 축구교실을 신설하며 고종수, 임유환으로 대표되는 여수 축구계의 부흥을 위해 부단히 노력했다.
그러다가 2009년 단국대학교 축구부의 감독 부임을 통해 3년만에 대학 축구 현장으로 복귀하여 부임 첫 해인 2009년 U리그 왕중왕전 우승을 이끌며 지도자상을 수상했고 이후 2014년과 2015년 전국체육대회 충남 권역 2연패, 2017년 추계연맹 우승을 이끌면서 대학 리그 최강팀 반열에 올려놓았고 이를 토대로 윤영선, 홍철, 나상호가 단국대학교를 거쳐 국가대표팀에까지 발탁되는 영예를 안기도 했다.
이후 2021년 1월 모교인 고려대학교의 감독으로 부임하여 그 해 1·2학년 대학축구연맹전 준우승을 지휘하며 성공적인 고려대학교 감독 데뷔전을 마무리했고 이에 앞서 2020년 스카이 스포츠의 축구 해설위원으로 발탁되며 10여년만에 다시 마이크를 잡게 되었다.

## 수상

### 클럽
울산 현대
- K리그1 : 준우승 (1988, 1991), 3위 (1992, 1993)

### 국가대표팀
대한민국 U-20
- FIFA U-20 월드컵 : 4위 (1983)